# 奧卡尼亞
奧卡尼亞是哥倫比亞的城市，位於該國東北部，由北桑坦德省負責管轄，距離首府庫庫塔218公里，始建於1570年，面積460平方公里，海拔高度1,202米，2005年人口90,037。

## 外部連結
- （西班牙文） Ocaña official website
- （西班牙文） Ocaña Information （页面存档备份，存于）
- （西班牙文） News

8°14′N 73°21′W / 8.233°N 73.350°W